# Comuna Chiscani, Brăila
Chiscani este o comună în județul Brăila, Muntenia, România, formată din satele Chiscani (reședința), Lacu Sărat și Vărsătura.

## Așezare
Comuna se află pe malul Dunării, imediat în amonte de orașul Brăila. Prin comună trec șoselele naționale DN2B, care leagă Brăila de Buzău și DN21, care leagă Brăila de Slobozia. Lângă Vărsătura, din DN22 se ramifică șoseaua județeană DJ212, care trece prin satul de reședință și duce de-a lungul Dunării spre sud către Tichilești, Berteștii de Jos și mai departe la Mihail Kogălniceanu (ultima în județul Ialomița).

## Istorie
Satele au fost înființate pe la 1828, după retrocedarea raialei Brăilei de către Imperiul Otoman Țării Românești. La sfârșitul secolului al XIX-lea, comuna Chiscani făcea parte din plasa Vădeni a județului Brăila și era formată din satele Chiscani, Lacu Sărat și Băile Sărate (cu cătunul Vărsătura), având 1024 de locuitori. În comună funcționau 2 biserici ortodoxe și două școli ce aveau în total 66 de elevi (din care 13 fete). Anuarul Socec consemnează în 1925 comuna Chișcani cu o populație de 2356 locuitori în satele Chișcani, Satu Nou și Lacu Sărat și în cătunele Băile-Lacul Sărat, Blasova și Vărsătura.
În 1950, a fost inclusă în orașul regional Brăila din regiunea Galați, iar în 1968 a devenit comună suburbană a municipiului Brăila, având componența actuală. În 1990, comuna a fost subordonată direct județului Brăila, conceptul de comună suburbană fiind eliminat din legislație.

## Monumente istorice
Singurul obiectiv din comuna Chiscani inclus în lista monumentelor istorice din județul Brăila ca monument de interes local este obeliscul din fața primăriei, din satul Chiscani, ridicat în 1938 în memoria victimelor Primului Război Mondial, și clasificat ca monument memorial sau funerar.

## Demografie
Componența etnică a comunei Chiscani
     Români (83,34%)
     Romi (8,03%)
     Alte etnii (0,15%)
     Necunoscută (8,49%)
Componența confesională a comunei Chiscani
     Ortodocși (88,47%)
     Penticostali (1,35%)
     Alte religii (1,01%)
     Necunoscută (9,17%)
Conform recensământului efectuat în 2021, populația comunei Chiscani se ridică la 6.151 de locuitori, în creștere față de recensământul anterior din 2011, când fuseseră înregistrați 5.340 de locuitori. Majoritatea locuitorilor sunt români (83,34%), cu o minoritate de romi (8,03%), iar pentru 8,49% nu se cunoaște apartenența etnică. Din punct de vedere confesional, majoritatea locuitorilor sunt ortodocși (88,47%), cu o minoritate de penticostali (1,35%), iar pentru 9,17% nu se cunoaște apartenența confesională.

## Politică și administrație
Comuna Chiscani este administrată de un primar și un consiliu local compus din 15 consilieri. Primarul, Geanina Pospai[*], de la Partidul Social Democrat, este în funcție din 1 noiembrie 2024. Începând cu alegerile locale din 2024, consiliul local are următoarea componență pe partide politice:

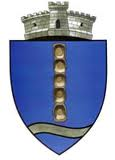
Vechea stemă a comunei Chiscani din anul 2012.

|  | Partid                          | Consilieri | Componența Consiliului | Componența Consiliului | Componența Consiliului | Componența Consiliului | Componența Consiliului | Componența Consiliului |
|  | ------------------------------- | ---------- | ---------------------- | ---------------------- | ---------------------- | ---------------------- | ---------------------- | ---------------------- |
|  | Partidul Social Democrat        | 6          |                        |                        |                        |                        |                        |                        |
|  | Partidul Național Liberal       | 4          |                        |                        |                        |                        |                        |                        |
|  | Alianța pentru Unirea Românilor | 3          |                        |                        |                        |                        |                        |                        |
|  | Uniunea Salvați România         | 1          |                        |                        |                        |                        |                        |                        |
|  | Partidul S.O.S. România         | 1          |                        |                        |                        |                        |                        |                        |